# NAC Breda in het seizoen 2012/13
Het seizoen 2012-2013 van NAC Breda was het 56ste seizoen van de Nederlandse voetbalclub uit Breda in het betaald voetbal. De club speelde net als het voorgaande seizoen, toen het op de 13e plaats was geëindigd, in de Eredivisie.

## Achtergrond
Op 19 september 2012 bestond NAC Breda 100 jaar, reden waarom in het seizoen 2012-2013 een logo werd gedragen gebaseerd op het allereerste NAC-logo. In het voorgaande seizoen was NAC Breda na de reguliere competitie op de dertiende plaats geëindigd. De financiële positie van NAC Breda was ten opzichte van voorgaand seizoen verbeterd, zij het dat de club als enige club uit de Eredivisie nog in categorie 1 was ingedeeld in het begin van seizoen 2012-2013. In december 2012 volgde alsnog promotie naar categorie 2 na een nieuwe beoordeling van de KNVB.
Op 23 oktober 2012 werd bekendgemaakt dat trainer John Karelse was ontslagen vanwege tegenvallende resultaten. Adrie Bogers volgde hem op als ad-interim coach. Op 21 november 2012 werd Nebojša Gudelj aangesteld als hoofdcoach, welke verbintenis in februari 2013 is uitgebreid tot en met het seizoen 2014-2015.

## Selectie

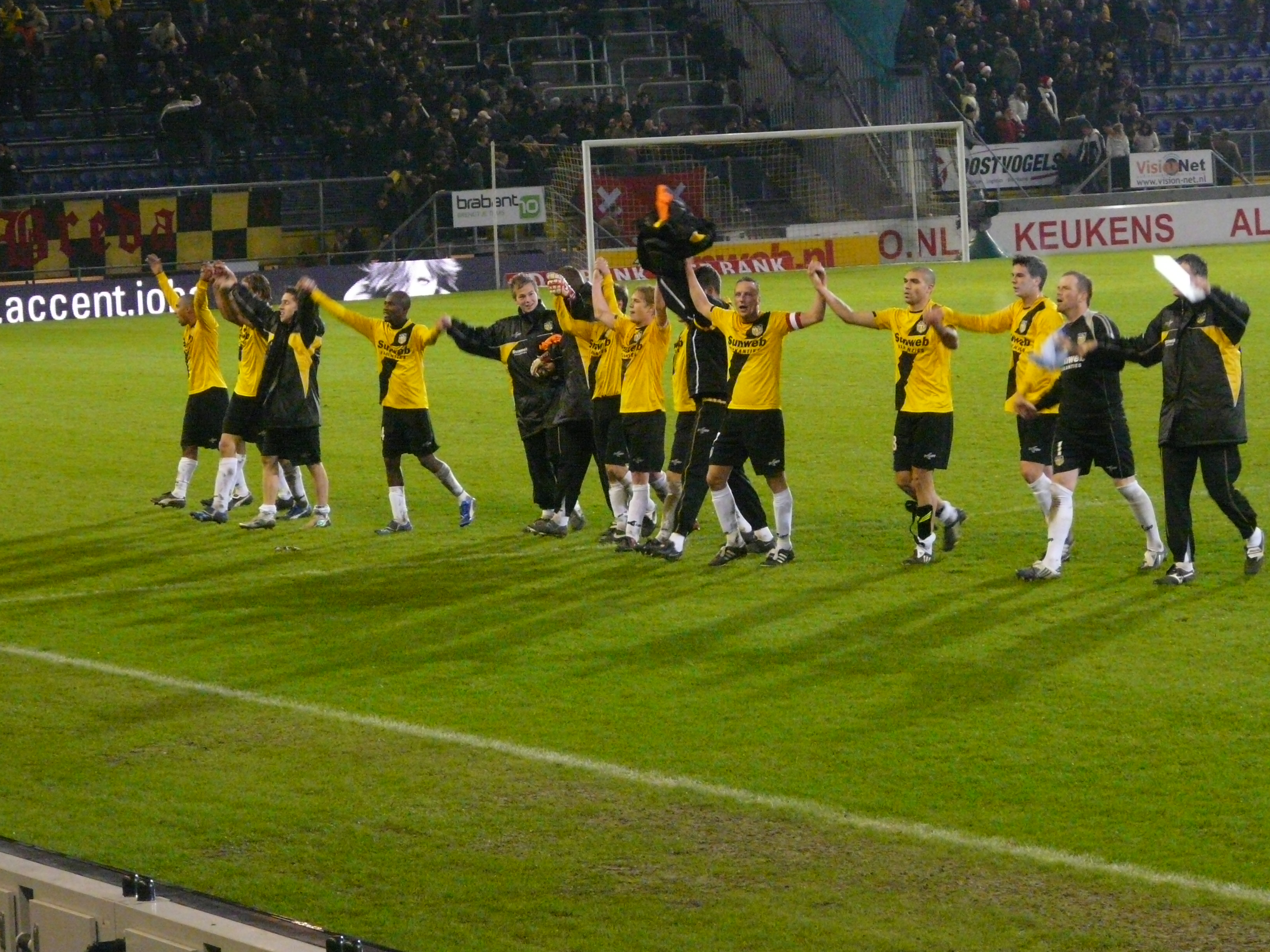
NAC Breda

| Nr. | Naam                | Positie     | Geboortedatum | Contract t/m | Nationaliteit | Opmerkingen           |
| --- | ------------------- | ----------- | ------------- | ------------ | ------------- | --------------------- |
| 1.  | Jelle ten Rouwelaar | Doel        | 24-12-1980    | 30-8-2016    | Nederland     |                       |
| 3.  | Eric Botteghin      | Verdediger  | 31-08-1987    | 1 juli 2014  | Brazilië      |                       |
| 4.  | Mark Looms          | Middenveld  | 24-03-1981    | 1 juli 2014  | Nederland     |                       |
| 5.  | Mike Zonneveld      | Middenveld  | 27-10-1980    | 1 juli 2013  | Nederland     |                       |
| 6.  | Tim Gilissen        | Middenveld  | 04-10-1982    | 1 juli 20??  | Nederland     |                       |
| 7.  | Kees Luyckx         | Verdediger  | 11-02-1986    | 30 juni 2013 | Nederland     |                       |
| 8.  | Thilo Leugers       | Middenveld  | 09-01-1991    | 30 juni 2013 | Duitsland     | Gehuurd van FC Twente |
| 9.  | Alex Schalk         | Aanval      | 07-08-1992    | 1 juli 2015  | Nederland     |                       |
| 10. | Anthony Lurling     | Aanval      | 22-04-1977    | 30 juni 2013 | Nederland     |                       |
| 12. | Jens Janse          | Verdediging | 01-07-1986    | 30 juni 2013 | Nederland     |                       |
| 14. | Andreas Lasnik      | Middenveld  | 09-11-1983    | 30 juni 2013 | Oostenrijk    |                       |
| 16. | Nemanja Gudelj      | Middenveld  | 16-11-1991    | 30 juni 2015 | Servië        |                       |
| 20. | Mats Seuntjens      | Aanval      | 17-04-1992    | 1 juli 2014  | Nederland     |                       |
| 21. | Tim Coremans        | Doel        | 10-04-1991    | 1 juli 2013  | Nederland     |                       |
| 22. | Steven Edwards      | Middenveld  | 15-01-1991    | 30 juni 2013 | Nederland     |                       |
| 23. | Jordy Buijs         | Verdediging | 28-12-1988    | 1 juli 2014  | Nederland     |                       |
| 24. | Peter Gommeren      | Middenveld  | 09-03-1992    | 1 juli 2014  | Nederland     |                       |
| 25. | Elson Hooi          | Aanval      | 01-10-1991    | 1 juli 2014  | Nederland     |                       |
| 28. | Kenny van der Weg   | Verdediging | 19-02-1991    | 1 juli 2013  | Nederland     |                       |

### Transfers

#### Aangetrokken
| Naam           | Nationaliteit | Van             | Opmerkingen  |
| -------------- | ------------- | --------------- | ------------ |
| Mark Looms     | Nederland     | Heracles Almelo | Transfervrij |
| Thilo Leugers  | Duitsland     | FC Twente       | Gehuurd      |
| Anouar Hadouir | Nederland     | Alemania Aachen | Transfervrij |

#### Vertrokken
| Naam                | Nationaliteit | Naar            | Opmerkingen                   |
| ------------------- | ------------- | --------------- | ----------------------------- |
| Florian Jozefzoon   | Nederland     | RKC Waalwijk    | Was gehuurd van Ajax          |
| Roly Bonevacia      | Nederland     | Ajax            | Was gehuurd van Ajax          |
| Santi Kolk          | Nederland     | Union Berlin    | Was gehuurd                   |
| Milano Koenders     | Nederland     | Heracles Almelo | Was gehuurd van AZ            |
| Jim van Fessem      | Nederland     | Onbekend        |                               |
| Ömer Bayram         | TUR           | Kayserispor     |                               |
| Youssef El Akchaoui | Nederland     | SC Heerenveen   | Was gehuurd van SC Heerenveen |
| Jeffrey Sarpong     | Nederland     | Real Sociedad   | Was gehuurd van Real Sociedad |
| Robbert Schilder    | Nederland     | FC Twente       |                               |
| Donny Gorter        | Nederland     | AZ              |                               |
| Stefano Seedorf     | Nederland     | Onbekend        |                               |
| Nourdin Boukhari    | Nederland     | RKC Waalwijk    |                               |

## Statistieken

### Competitiewedstrijden
| datum             |                  | uitslag |                  | doelpunt(en) NAC                                         | punten | ranglijst |
| ----------------- | ---------------- | ------- | ---------------- | -------------------------------------------------------- | ------ | --------- |
| 10 augustus 2012  | Willem II        | 1-1     | NAC Breda        | Anthony Lurling                                          | 1      | 10        |
| 18 augustus 2012  | NAC Breda        | 0-1     | FC Twente        |                                                          | 1      | 12        |
| 25 augustus 2012  | Ajax             | 5-0     | NAC Breda        |                                                          | 1      | 17        |
| 1 september 2012  | NAC Breda        | 1-1     | FC Utrecht       | Alex Schalk                                              | 2      | 17        |
| 16 september 2012 | Heracles Almelo  | 2-1     | NAC Breda        | Alex Schalk                                              | 2      | 16        |
| 23 september 2012 | NAC Breda        | 2-1     | AZ               | Kees Luyckx, Sepp de Roover                              | 5      | 13        |
| 29 september 2012 | sc Heerenveen    | 2-0     | NAC Breda        |                                                          | 5      | 15        |
| 7 oktober 2012    | PSV              | 4-0     | NAC Breda        |                                                          | 5      | 17        |
| 20 oktober 2012   | NAC Breda        | 0-3     | Vitesse          |                                                          | 5      | 17        |
| 27 oktober 2012   | VVV-Venlo        | 1-4     | NAC Breda        | Kees Luijckx, Elson Hooi, Danny Verbeek, Anthony Lurling | 8      | 16        |
| 4 november 2012   | NAC Breda        | 2-1     | RKC Waalwijk     | Danny Verbeek, Nemanja Gudelj                            | 11     | 13        |
| 9 november 2012   | NAC Breda        | 0-1     | FC Groningen     |                                                          | 11     | 14        |
| 17 november 2012  | PEC Zwolle       | 2-0     | NAC Breda        |                                                          | 11     | 15        |
| 23 november 2012  | NAC Breda        | 0-3     | ADO Den Haag     |                                                          | 11     | 16        |
| 2 december 2012   | N.E.C.           | 1-1     | NAC Breda        | Anthony Lurling                                          | 12     | 15        |
| 9 december 2012   | NAC Breda        | 2-2     | Feyenoord        | Kees Luijckx, Nemanja Gudelj                             | 13     | 16        |
| 15 december 2012  | Roda JC Kerkrade | 0-0     | NAC Breda        |                                                          | 14     | 16        |
| 22 december 2012  | NAC Breda        | 1-6     | PSV              | Jordy Buijs                                              | 14     | 17        |
| 19 januari 2013   | NAC Breda        | 1-0     | VVV-Venlo        | Eric Botteghin                                           | 17     | 16        |
| 26 januari 2013   | RKC Waalwijk     | 0-4     | NAC Breda        | Danny Verbeek, Jordy Buijs, Alex Schalk, Eric Botteghin  | 20     | 13        |
| 2 februari 2013   | NAC Breda        | 3-0     | PEC Zwolle       | Jordy Buijs, Nemanja Gudelj, Anouar Hadouir              | 23     | 13        |
| 9 februari 2013   | ADO Den Haag     | 2-1     | NAC Breda        | Rick ten Voorde                                          | 23     | 13        |
| 16 februari 2013  | NAC Breda        | 1-1     | Heracles Almelo  | Rick ten Voorde                                          | 24     | 12        |
| 24 februari 2013  | AZ               | 0-1     | NAC Breda        | Nemanja Gudelj                                           | 27     | 11        |
| 2 maart 2013      | NAC Breda        | 1-2     | sc Heerenveen    | Nemanja Gudelj                                           | 27     | 12        |
| 8 maart 2013      | FC Groningen     | 1-1     | NAC Breda        | Jordy Buijs                                              | 28     | 12        |
| 17 maart 2013     | NAC Breda        | 4-0     | Willem II        | Kees Luijckx, Mats Seuntjes, Elson Hooi, Danny Verbeek   | 31     | 11        |
| 30 maart 2013     | FC Twente        | 1-1     | NAC Breda        |                                                          | 32     |           |
| 6 april 2013      | Vitesse          | 3-0     | NAC Breda        |                                                          | 32     |           |
| 13 april 2013     | NAC Breda        | 2-0     | N.E.C.           |                                                          | 35     |           |
| 21 april 2013     | FC Utrecht       | 3-0     | NAC Breda        |                                                          | 35     |           |
| 27 april 2013     | NAC Breda        | 0-2     | Ajax             |                                                          | 35     |           |
| 5 mei 2013        | NAC Breda        | 5-3     | Roda JC Kerkrade |                                                          | 38     |           |
| 12 mei 2013       | Feyenoord        | 1-0     | NAC Breda        |                                                          | 38     | 13        |

### Wedstrijden KNVB beker
| datum             | fase           |           | uitslag                                       |                 | doelpunt(en) NAC                        |
| ----------------- | -------------- | --------- | --------------------------------------------- | --------------- | --------------------------------------- |
| 26 september 2012 | 2de            | MVV       | 1-3                                           | NAC Breda       | Alex Schalk, Eric Botteghin, Elson Hooi |
| 31 oktober 2012   | 3de            | NAC Breda | 1-1 na verlenging (1-1), 5-3 na strafschoppen | HBS             | Anthony Lurling                         |
| 19 december 2012  | Achtste finale | NAC Breda | 1-3                                           | Heracles Almelo | Alex Schalk                             |